# Sector (informática)

Estructura de disco que muestra:
(A) una pista (roja),
(B) un sector geométrico (azul),
(C) un sector de una pista (magenta),
(D) y un grupo de sectores o clúster (verde).

Un sector de un disco duro es la unidad mínima de superficie en la que es posible leer o almacenar información. Antiguamente los sectores de un disco duro se constituían dividiendo la superficie del disco en pistas concéntricas (miles) y estas, a su vez, en porciones cuyo principio y final se definía tomando como referencia diferentes líneas radiales. Esto daba como resultado un tamaño de sector pequeño para las pistas centrales y grande para las pistas exteriores. Actualmente la tecnología Zone Bit Recording ha superado este tipo de configuración, y todos los sectores tienen el mismo tamaño. Esto resulta en una velocidad de lectura de sectores mayor en las zonas externas de los platos Zone Bit Recording
Pueden almacenar una cantidad fija de bytes, generalmente suele ser de 512 KB hasta 4024 KB, pasando por todas las potencias de 2 (20=1; 21=2; 22=4; 23=8; 24=16; etc.). Esto se puede configurar al formatear una unidad de almacenamiento, en la opción de tamaño de unidad de asignación.
Matemáticamente un sector está delimitado por un vértice (centro de la circunferencia) dos radios y el arco correspondiente (Figura 1 B). Entonces el sector de un HDD se refiere a la intersección de una pista con el concepto matemático de sector(Figura 1 C).
Cada sector almacena una cantidad fija de información. El formateado típico de este medio provee espacio para 512 bytes (para discos magnéticos) o 2048 bytes (para discos ópticos) de información accesible para el usuario por sector.
Inicialmente en varios campos de computación, el término bloque era utilizado para este pequeño trozo de información, pero sector aparentemente se ha vuelto más prevalente. Una muy probable razón para esto es el hecho de que bloque ha sido usualmente aplicado a trozos de información de tamaños variables para muy distintos tipos de flujos de datos, más que quedar limitado a la cantidad más pequeña accesible de información en un medio.